# 실수로 태어난 여자
《실수로 태어난 여자》(영어: Samantha)는 미국에서 제작된 스티븐 라로크 감독의 1991년 코미디 영화이다. 마사 플림프턴 등이 출연하였고, 도널드 P. 보처스 등이 제작에 참여하였다. 이 영화는 상업적으로 실패했으며 엇갈린 평가를 받았다.
미국에서 1992년 11월 20일에 개봉했으며, 로맨스 블록버스터로 광고되었다.

## 출연진
- 마사 플림프턴
- 메리 케이 플레이스
- 헥터 엘리존도
- 더멋 멀로니
- 메리디스 버렐
- 로버트 피카도
- 아이오니 스카이

## 기타 제작진
- 배역: 린다 프랜시스
- 미술: 데버라 레이먼드, 도리언 버나키오
- 의상: 스티븐 M. 쿠제이